# Championnat du Suriname de football 2022
Navigation
Édition précédente Édition suivante
La saison 2022 du Championnat du Suriname de football est la quatre-vingt-cinquième édition de la SVB Eerste Divisie, le championnat de première division au Suriname. Les douze meilleures équipes du pays sont regroupées au sein d’une poule unique.
Après la suspension puis l'abandon de l'édition 2019-2020 au printemps 2020, le championnat du Suriname connait une longue absence de près de deux ans en raison de la pandémie de Covid-19. Néanmoins, les activités reprennent en février 2022 pour la saison 2022 qui voit la participation de douze équipes.
Lors de la dernière journée, le 21 août 2022, le SV Robinhood et le tenant du titre, l'Inter Moengotapoe, sont au coude-à-coude pour la première place. L'Inter Moengotapoe qui doit l'emporter et compter sur un faux pas de son adversaire concède un verdict nul 2-2 contre le SV Leo Victor tandis que le SV Robinhood s'impose 1-0 face au SV Notch qui déclare forfait après seulement six minutes de jeu, faute de joueurs en nombre suffisant sur la pelouse, déclenchant une polémique sur l'intégrité du football au Suriname. Le club remporte alors un vingt-cinquième titre de champion du Suriname en devançant de trois points son dauphin et se qualifie pour le CONCACAF Caribbean Club Shield 2023.

## Équipes participantes
| \| Paramaribo : Broki Bintang Lair Leo Victor PVV Robinhood SNL Transvaal Voorwaarts Santos Inter Wanica Paramaribo Inter Moengotapoe SV Notch (en) \| Localisation des clubs engagés dans le championnat. |
| Paramaribo : Broki Bintang Lair Leo Victor PVV Robinhood SNL Transvaal Voorwaarts Santos Inter Wanica Paramaribo Inter Moengotapoe SV Notch (en)                                                           |

| Équipe            | Ville          | Stade                          |
| ----------------- | -------------- | ------------------------------ |
| SCV Bintang Lair  | Paramaribo     | Stade André-Kamperveen         |
| SV Broki          | Paramaribo     | NGVB Stadion                   |
| Inter Moengotapoe | Moengo         | Ronnie Brunswijkstadion        |
| Inter Wanica      | Meerzorg       | Meerzorg Stadion               |
| SV Leo Victor     | Paramaribo     | Dr. Ir. Franklin Essed Stadion |
| SV Notch          | Moengo         | Ronnie Brunswijkstadion        |
| PVV               | Paramaribo     | NGVB Stadion                   |
| SV Robinhood      | Paramaribo     | Stade André-Kamperveen         |
| SV Santos         | Nieuw Nickerie | Asraf Peerkhan Stadion         |
| SNL               | Paramaribo     | Dr. Ir. Franklin Essed Stadion |
| SV Transvaal      | Paramaribo     | Stade André-Kamperveen         |
| SV Voorwaarts     | Paramaribo     | Voorwaartsveld                 |

## Compétition
Le barème utilisé pour établir le classement est le suivant :
- Victoire : 3 points
- Match nul : 1 point
- Défaite : 0 point

### Classement
| Rang | Équipe              | Pts | J  | G  | N | P  | Bp | Bc | Diff |
| ---- | ------------------- | --- | -- | -- | - | -- | -- | -- | ---- |
| 1    | SV Robinhood        | 56  | 22 | 18 | 2 | 2  | 78 | 19 | +59  |
| 2    | Inter Moengotapoe T | 53  | 22 | 17 | 2 | 3  | 78 | 27 | +51  |
| 3    | SV Leo Victor       | 40  | 22 | 12 | 4 | 6  | 50 | 27 | +23  |
| 4    | SV Notch            | 39  | 22 | 12 | 3 | 7  | 45 | 32 | +13  |
| 5    | SV Voorwaarts       | 36  | 22 | 11 | 3 | 8  | 54 | 31 | +23  |
| 6    | Inter Wanica        | 33  | 22 | 10 | 3 | 9  | 47 | 54 | -7   |
| 7    | PVV                 | 31  | 22 | 10 | 1 | 11 | 45 | 31 | +14  |
| 8    | SV Transvaal        | 30  | 22 | 9  | 3 | 10 | 35 | 38 | -3   |
| 9    | SV Broki            | 30  | 22 | 9  | 3 | 10 | 41 | 49 | -8   |
| 10   | SV Santos           | 13  | 22 | 4  | 1 | 17 | 29 | 73 | -44  |
| 11   | SNL                 | 12  | 22 | 4  | 0 | 18 | 22 | 74 | -52  |
| 12   | SCV Bintang Lair    | 10  | 22 | 3  | 1 | 18 | 26 | 95 | -69  |

|  | Champion et qualification pour le CONCACAF Caribbean Club Shield 2023 |
|  | T : Tenant du titre                                                   |

## Bilan de la saison
| Championnat du Suriname de football 2022 |                          |
| Champion                                 | SV Robinhood (25e titre) |
| Dauphin                                  | Inter Moengotapoe        |
| Qualifications continentales             |                          |
| CONCACAF Caribbean Club Shield 2023      | SV Robinhood             |
| Promotions et relégations                |                          |
| Promus en SVB Eerste Divisie             | SV Flora                 |
| Promus en SVB Eerste Divisie             | SV Slee Juniors          |
| Relégués en SVB Tweede Divisie           | Pas de relégation        |